# Gottfried Hofmann-Wellenhof
Gottfried Hofmann-Wellenhof, auch Gottfried Hoffmann-Wellenhof, (* 1950 in Graz) ist ein österreichischer Lehrer und Autor, der Erfahrungen und Erlebnisse mit seiner Großfamilie in Büchern und Zeitungskolumnen verarbeitet. Hofmann-Wellenhof wurde als zweites von fünf Kindern in Graz geboren. Er studierte Germanistik und Sport und unterrichtete bis zum Ende des Schuljahres 2013/14 am Akademischen Gymnasium Graz. Mit seiner Frau Astrid hat er fünf Söhne, drei Töchter und einen Pflegesohn aus Kamerun. Von 1996 bis 2022 verfasste Hofmann-Wellenhof eine wöchentliche Kolumne in der Kleinen Zeitung mit dem Titel Notizen eines Vaters.

## Werke
- Notizen eines Vaters. Styria Verlag, Graz 2000, ISBN 3-222-12790-5
- Eine Familie voll Leben; Styria, Graz 2002.
- Kinderleicht und schön chaotisch; Brockhaus, Wuppertal 2003, 1. Taschenbuchaufl.
- Bleib kuhl, Papa!; Styria, Wien 2005.
- Auch Eltern sind nur Menschen; Styria, Wien 2008.
- 1 + 1 = 11: 50 neue Familiengeschichten von den Wellenhofs; Styria, Graz 2011.